# Верхня Чернавка
Верхня Чернавка (рос. Верхняя Чернавка) — село у Вольському районі Саратовської області Російської Федерації.
Населення становить 104 особи. Належить до муніципального утворення Верхнєчернавське муніципальне утворення.

## Історія
Населений пункт розташований у межах українського історичного та культурного регіону Жовтий Клин.
Від 23 липня 1928 року в складі Вольського округу Нижньо-Волзького краю. Орган місцевого самоврядування від 2004 року — Верхнєчернавське муніципальне утворення.

## Населення
| 2010  | 2012  | 2013  | 2014  | 2015  | 2016  | 2017  |
| ----- | ----- | ----- | ----- | ----- | ----- | ----- |
| 1064  | ↘1048 | ↗1063 | ↘1055 | ↘1052 | ↘1050 | ↗1060 |
| 2018  | 2019  | 2020  |       |       |       |       |
| ↘1057 | ↘1029 | ↘104  |       |       |       |       |